# Палеостани
Палеостани (грч. Παλαιόστανη) је насељено место у општини Пидна-Колиндрос у периферији Средишња Македонија, Грчка. Према попису из 2021. године било је 292 становника.
Насеље је 1913. године имало 252 житеља Грка. Двадесетих година насељене су грчке избегличке породице, тако је на попису из 1928. године било 200 становника, од чега 109 избеглица.